# ایوان تئوسیان
هوهانس (ایوان) تئادروسی تئوُسیان (ارمنی: Հովհաննես (Իվան) Թևատրոսի (Ֆեոդորովիչ) Թևոսյան; روسی: Тевосян,Иван Федорович (Тевадросович)؛ زاده ۴ ژانویه ۱۹۰۲ – درگذشته ۳۰ مارس ۱۹۵۸) سیاست‌مدار اهل ارمنستان-اتحاد شوروی بود.

## زندگی‌نامه
وی در ۴ ژانویه ۱۹۰۲ در شوشی، جمهوری آرتساخ به دنیا آمد. تئوسیان از سال ۱۹۱۹ دبیر کمیته زیرزمینی حزب کمونیست روسیه در باکو بود. تئوسیان در ۱۰مین کنفرانس حزب شرکت نمود. پس از اتمام تحصیلات در آکادمی کوهستانی در کارخانه (Elektrostal) استان مسکو، به عنوان مهندس ارشد به فعالیت پرداخت. وی همچنین برندهٔ جوایزی همچون نشان لنین و Hero of Socialist Labor (۱۹۴۳) شده‌است. وی در ۳۰ مارس ۱۹۵۸ در سن ۵۶ سالگی در مسکو درگذشت.
در ادامه روند تخریب سنگ قبرهای ارمنیان مناطقی از قره باغ که در طی جنگ چهار و چهار روزه به ارتش باکو واگذار شده‌است. آذری‌ها مجسمه «ایوان تئوسیان» سیاست‌مدار ارمنی را نیز مورد هتک حرمت قرار دادند.

## سمت‌ها
- وزیر کشتی‌سازی اتحاد شوروی (۱۹۳۹–۴۰)
- وزیر متالوژی آهنی اتحاد شوروی (۱۹۴۰–۴۸)
- وزیر متالوژی اتحاد شوروی (۱۹۴۸–۱۹۴۹) و (دهه ۱۹۵۰)
- نایب رئیس حکومت اتحاد شوروی
- سفیر اتحاد شوروی در ژاپن (از ۱۹۵۶)

## نگارخانه

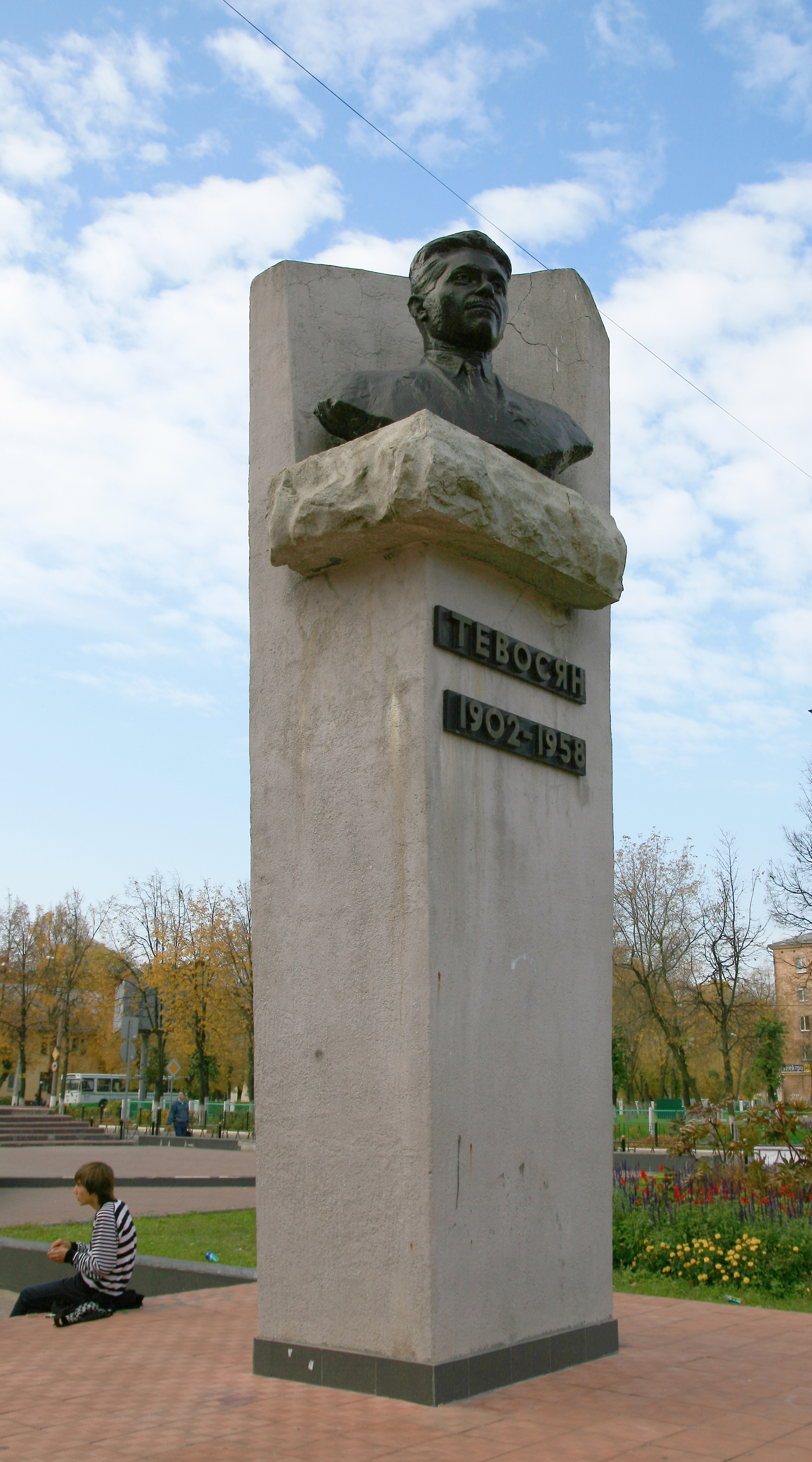
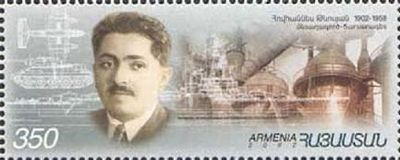